# Hemirhabdus grimaldii
Hemirhabdus grimaldii is een eenoogkreeftjessoort uit de familie van de Heterorhabdidae. De wetenschappelijke naam van de soort is voor het eerst geldig gepubliceerd in 1893 door Richard.